# Moshé Catane
Pour les articles homonymes, voir Catane.
Moshé Catane, né Paul Klein, est un écrivain et bibliothécaire juif du XXe siècle (11 juillet 1920, Mulhouse, Haut-Rhin - 20 novembre 1995, Jérusalem, Israël), auteur d’ouvrages importants sur le judaïsme dont une liste des gloses de Rachi dans ses commentaires sur la Torah et le Talmud.
Pendant la Shoah, au cours de laquelle il perd une grande partie de sa famille, il participe à la Résistance française. Il s’établit ensuite à Paris où il devient bibliothécaire de l'Alliance israélite universelle puis à la Bibliothèque nationale de France, s’investissant par ailleurs dans le mouvement de jeunesse Yechouroun dirigé par son frère Théo Klein et fondé par leur oncle, le rabbin Robert Brunschwig. Il émigre ensuite en Israël, hébraïsant son nom et devenant le bibliothécaire principal de la Bibliothèque nationale et universitaire de Jérusalem.

## Éléments biographiques
Paul-Moïse Klein est né le 11 juillet 1920 à Mulhouse (Haut-Rhin). Il est le fils d'Alexandre Klein, avocat conseil, et de Marguerite Klein née Meyer.
Son arrière-grand-père paternel, Salomon Wolf Klein, né à Bischheim, était Grand-rabbin du Haut-Rhin à Colmar, jusqu'en 1867. Son grand-père paternel, le docteur Théodore Klein, exerce à Paris. Le grand-père maternel de Paul Klein, le docteur Ernest Meyer, exerce à Mulhouse jusqu'en 1939.
Alexandre Klein, le père de Paul Klein, vient habiter à Strasbourg (Bas-Rhin) en 1928. Il y demeure jusqu'à l'évacuation de la ville en 1939, lors de la Seconde Guerre mondiale.
Paul Klein fait partie d'une famille de neuf enfants. Il est le frère de Théo Klein, le futur chef de file du mouvement de jeunesse juive orthodoxe Yechouroun et de Henri Klein, résistant et fusillé par les Allemands. Deux sœurs de Paul Klein, Madeleine Elbogen (Mady) née Klein (née à Mulhouse, le 19 octobre 1922 et mariée avec André Elbogen, étudiant à la Faculté des Sciences de l'Université de Strasbourg repliée à Clermont-Ferrand) et Claire Klein (née à Mulhouse, le 9 juin 1924), étudiantes à l'Université de Strasbourg, repliée à Clermont-Ferrand, sont arrêtées et déportées dans le Convoi no 66 en date du 20 janvier 1944 et assassinées à leur arrivée à Auschwitz. Elles sont âgées respectivement de 22 ans et de 20 ans.
Avec sa famille, il se réfugie dans la Zone sud. Il doit interrompre ses études et quitter son poste au Lycée de Vichy, à cause du Statut des Juifs.
En 1941, Paul Klein épouse Selma Feist (connue plus tard comme Choulamith Catane), originaire de Francfort-sur-le-Main, en Allemagne.
À l'instar de son frère Théo, il est actif dans le mouvement de jeunesse juif orthodoxe Yechouroun, créé en 1926, par son oncle le rabbin Robert Brunschwig.
Lors de la création de l'État d'Israël, en 1948, les journaux commencent à parler d'« Israélis » pour désigner les habitants de l'État. Il écrit au journal Le Monde afin de prouver qu'il s'agit d'un anglicisme et que le terme juste en français devrait être « Israélien ». Le journal adopte le changement proposé, bientôt suivi par le reste de la presse française et du monde francophone,.
Paul Klein étudie à l'École nationale des chartes, où il obtient le diplôme d'archiviste paléographe en 1949 avec une thèse intitulée La vie privée en France au XIe siècle, d’après les commentaires de Rachi. Il soutient une thèse de doctorat en 1968 à l'université de Strasbourg intitulée : Les Juifs de France sous Napoléon 1er.
Il s'établit en Israël en 1949.
Il est bibliothécaire principal de la Bibliothèque nationale et universitaire de Jérusalem.

## Œuvres
- Qui est Juif.
- Jérusalem à travers trois millénaires.
- La vie en France au XIe siècle d'après les commentaires de Rachi.
- (he) « Otzar Laazei Rash"i » [« Les Gloses françaises de Rachi sur le Talmud et la Bible »].
- Légendes dorées du peuple juif.